# E.D.I. Mean
E.D.I Mean, de son vrai nom Malcolm Greenridge, né le 7 juillet 1974 à Brooklyn, New York, est un rappeur et producteur américain, membre des Outlawz. Adolescent, Greenridge se lie d'amitié avec Katari Cox qui le présentera à son cousin, Tupac Shakur.

## Biographie

### Dramacydal
En 1992, Greenridge, Katari Cox et Yafeu Fula forment un trio de hip-hop. Greenridge commence à rapper sous l'alias Big Malcolm. Le trio adopte successivement sous les noms de Thoro Headz et Young Thugs. Dès lors que Tupac connaît la célébrité, il les invite à apparaître dans son single Holler If Ya Hear Me publié le 4 février 1993. En 1994, Mutah Beale rejoint le groupe, maintenant connu sous le nom de Dramacydal. L'album Me Against the World est publié le 14 mars 1995 et le trio est invité sur les chansons Me Against the World et Outlaw.

### Outlawz
En 1995, après la libération de Tupac, celui-ci, Greenridge, Bruce Washington, Fula, Cox, et Beale forment le groupe Outlaw Immortalz, qui se renommera plus tard Outlawz. Tupac attribue à chacun des membres le nom d'un leader politique ennemi des États-Unis, respectivement E.D.I. Mean (d'après l'ancien président ougandais Idi Amin Dada), Hussein (d'après le dirigeant irakien Saddam Hussein, Kadafi (d'après le dirigeant libyen Mouammar Kadhafi), Kastro (d'après le dirigeant cubain Fidel Castro) et Napoleon (d'après le dirigeant français Napoléon Bonaparte). Shakur attribue à Greenridge le surnom de E.D.I. Mean d'après l'ancien président ougandais Idi Amin. Dans une entrevue exclusive accordée à VladTV, E.D.I. Mean se rappelle des débuts du groupe Outlaw Immortalz ; « Quand il [Tupac] était en prison, il lisait beaucoup » se rappelle Mean, qui lui rendait souvent visite et qui lui parlait de ce qu'il lisait.
Sur l'album All Eyez on Me de Tupac, publié en 1996, E.D.I. Mean participe aux chansons Tradin' War Stories, When We Ride, et Thug Passion. Le 4 juin 1996, Tupac publie son single How Do U Want It. La face B, Hit 'Em Up, fait participer E.D.I. Mean, Fatal et Kadafi. Il s'agit de la diss song la plus agressive de l'histoire envers Bad Boy Entertainment, Chino XL, Junior M.A.F.I.A. et Mobb Deep. En mars 1997, E.D.I. Mean et le reste d'Outlawz, à l'exception de Fatal, reviennent en Californie et signe avec Death Row Records. Le 25 novembre 1997, l'album R U Still Down? (Remember Me) est publié. E.D.I. Mean produit six chansons incluant Redemption, Thug Style, Fuck All Y'all, Let Them Thangs Go, When I Get Free, et Enemies With Me. Le 21 décembre 1999, le premier album d'Outlawz, Still I Rise, est publié.

### Années 2000 et 2010
E.D.I. Mean est visé par des questions liant un tweet de la CIA et la possibilité que Tupac simule sa propre mort. Révélant qu'il ne serait surpris de rien concernant Tupac, E.D.I. Mean répond que « ça restera un mystère. »

## Discographie

### Albums studio
- 2010 : The Stash Spot
- 2013 : O.G. Est. 1992

### Albums collaboratifs
- 2002 : Blood Brothers (avec Kastro)
- 2006 : Against All Oddz (avec Young Noble)
- 2008 : Doin' It Big (avec 8Ball)

### Singles
- 2013 : No Lights On (feat. RedCoat & Stormey Coleman)
- 2015 : The Move-ment
- 2015 : #W!NU4 (feat. Deladiea & DJ Stay Turnt Up)

## Filmographie
- 2016 : All Eyez on Me de Benny Boom : lui-même